# Buttel (Adelsgeschlecht)

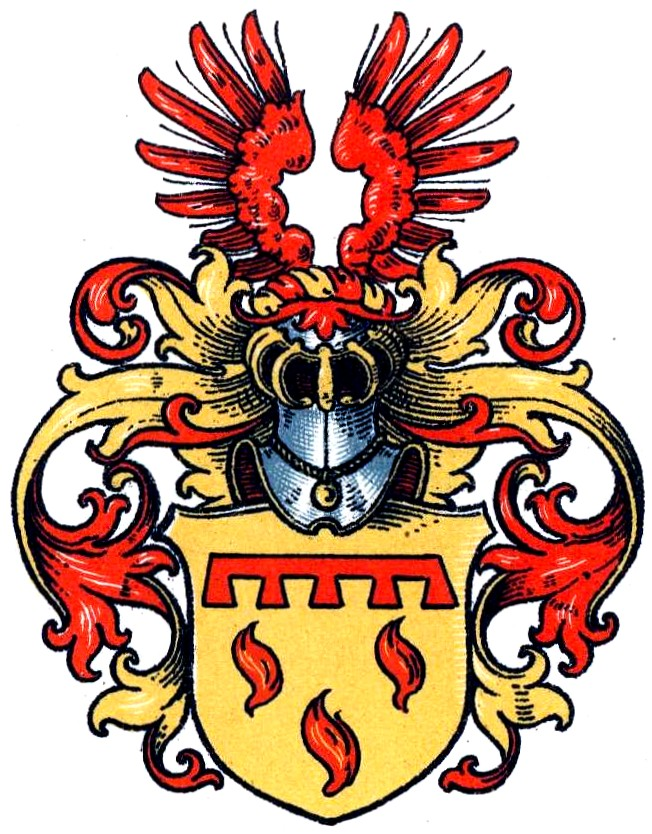
Wappen derer von Buttel

Die Herren von Buttel (auch: Butte) waren ein westfälisches Adelsgeschlecht.

## Geschichte
Das Geschlecht stammt aus der Grafschaft Mark und war in Unna und Hamm begütert. Es besaß u. a. den Buttelhof in Nordlünern im Kirchspiel Lünern, Haus Brockhausen bei Unna (ab 1487 als Lehen des Stifts Essen) sowie das Niederhaus im Kirchspiel Herringen, sämtlich im alten Kreis Hamm.
Bereits 1298 erscheint Rudolphus dictus Buttel zu Unna. Evert Buttel, Richter zu Unna, siegelt 1410 mit drei Flammen unter einem Turnierkragen. Dessen Enkel Evert von Buttel (auch: Evert Butte; † 1529) war gleichfalls Richter zu Unna und siegelte 1495 mit drei Fischen unter dem Turnierkragen. Er war in erster Ehe verheiratet mit Grete von Neheim gen. Dütscher († 1484) aus dem Haus Rüdinghausen, Witwe des Johann von Röddinghausen, in zweiter Ehe mit Catrin Deitert. Evert von Buttel war Begründer des Rödinghauser Salzwerks. Unter Buttels Regie standen die Salzplätze Westkamp und Übelgönne.
Ein weiterer Evert Buttel war 1552 Richter in Unna, dessen Sohn Hermann von Buttel dann Bürgermeister zu Unna.
Die Familie erlosch im Mannesstamm um 1700.

## Wappen
Blasonierung: In Gold drei (2:1) rote Flammen, darüber ein roter, fünflatziger Turnierkragen. Auf dem rot-golden bewulsteten Helm ein offener, roter Flug. Die Helmdecken sind rot-golden.
Fahne stellt abweichend dar, dass ein Flügel golden und der andere rot sei. Außerdem verweist Fahne auf ein Adelsgeschlecht mit Namen Butte, dass drei (2:1) aufgerichtete Fische unter einen Turnierkragen im Schild geführt habe. Diesem Geschlecht ordnet er einen 1495 erscheinenden Evert Butte, Richter zu Unna, zu, vermutet aber gleichzeitig eine Übereinstimmung mit dem o. g. Buttel-Evert und damit in dem Namen und den drei Flammen einen Irrtum. Wegen des Bezugs zum Namen sei die Variante mit den Steinbutten (Butte) ein redendes Wappen.